# Qin Zhijian

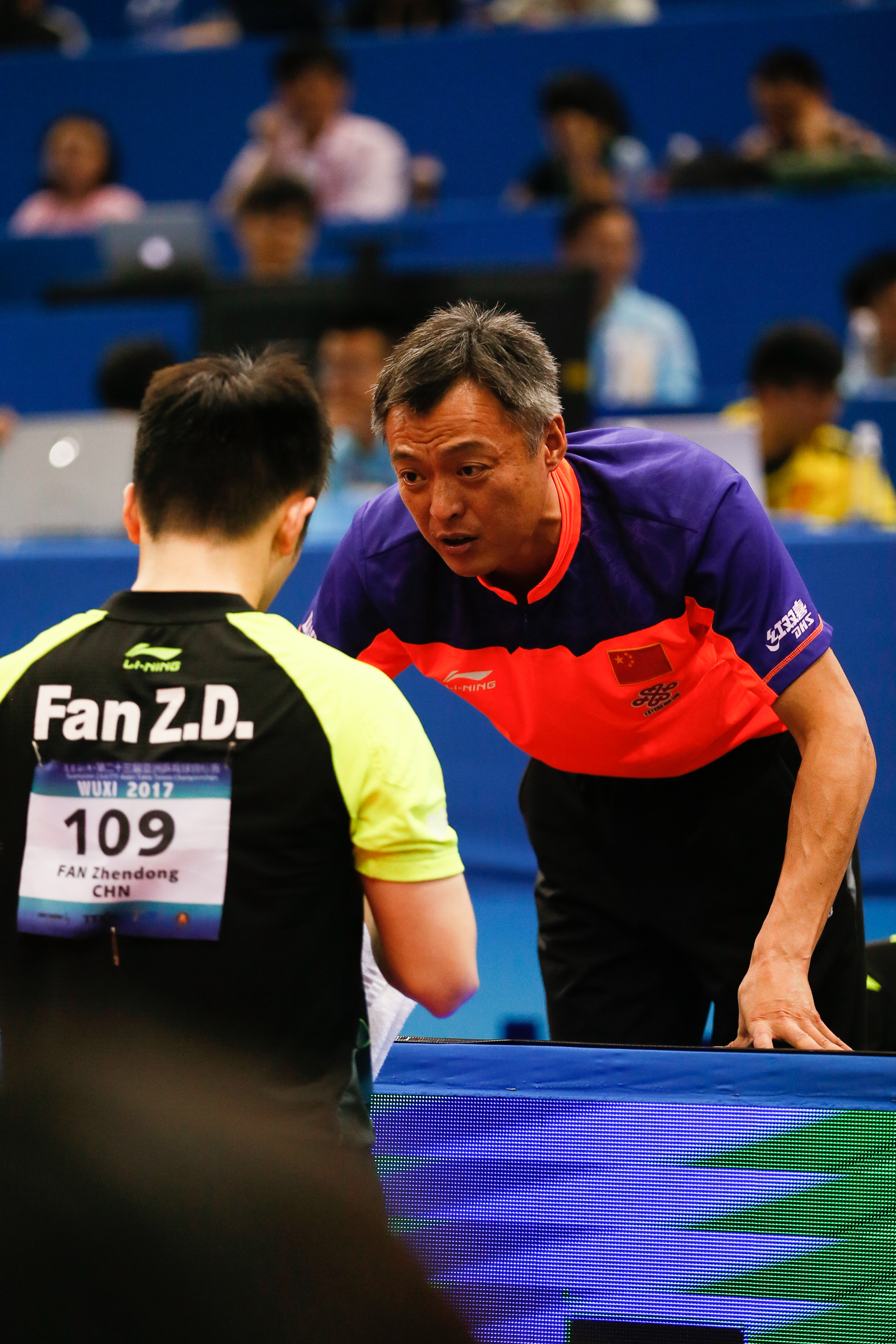
Qin Zhijian (rechts) en Fan Zhendong

Qin Zhijian (Jiangsu, 1975) is een Chinees tafeltennisser. De linkshandige penhouder werd in 2001 wereldkampioen in de discipline gemengd dubbelspel, samen met zijn landgenote Yang Ying. Samen met Ma Lin bereikte hij in 1998 al de eindstrijd van het dubbelspel voor mannen op de ITTF Pro Tour Grand Finals, maar hier moest hij het goud laten aan hun landgenoten Wang Liqin en Yan Sen.

## Sportieve loopbaan
Zhijan maakte zijn debuut in het internationale (senioren)circuit op het Zweden Open 1996, een toernooi in het kader van de ITTF Pro Tour. Hij bereikte daarop de halve finale in het dubbelspel, een voorbode voor wat zijn succesvolste discipline zou blijken. Zhijan zou namelijk nooit een enkelspeltitel winnen op de Pro Tour, ondanks dat hij twee finales haalde. De Chinees schreef daarentegen van 1998 tot en met 2002 wel zeven dubbeltitels op de Pro Tour op zijn naam.
Niet alleen de Pro Tour, maar ook alle drie de wereldkampioenschappen waaraan Zhijan deelnam, leverden hem eremetaal op. Bijna vanzelfsprekend nam hij al zijn mondiale medailles in ontvangst met een partner aan zijn zijde. Op zijn eerste WK in Eindhoven 1999 was dat een bronzen, die hij samen met landgenote Yang Ying won in het gemengd dubbelspel. Samen keerden ze in Osaka 2003 terug om ditmaal de finale te bereiken en daaraan goud te winnen, ten koste van het Zuid-Koreaanse duo Oh Sang Eun/Kim Moo-kyo.

Zhijans derde WK in Parijs 2003 leverde hem geen tweede wereldtitel op, maar wel nog twee bronzen medailles. Hij stond in het gemengd dubbelspel ditmaal op het podium samen met Niu Jianfeng, terwijl hij ook in het dubbelspel voor mannen brons won samen met Ma Lin.

## Loopbaan als coach
Qin maakt als coach deel uit van het nationale team van China, dat in zijn geheel geleid wordt door Liu Guoliang. Hij is de hoofdcoach van het mannenteam. Daarnaast is hij ook de persoonlijke coach van olympisch kampioen 2016 Ma Long.

## Erelijst
Belangrijkste resultaten:
- Wereldkampioen gemengd dubbelspel 2001 (met Yang Ying), brons in 2003
- Brons dubbelspel mannen wereldkampioenschappen 2003

ITTF Pro Tour:
Enkelspel:
- Verliezend finalist China Open 2002
- Verliezend finalist Amerika Open 2002

Dubbelspel:
- Verliezend finalist ITTF Pro Tour Grand Finals 1998 (met Ma Lin)
- Winnaar China Open 1998 (met Ma Lin)
- Winnaar Libanon Open 1998 (met Ma Lin)
- Winnaar Joegoslavië Open 1998 (met Ma Lin)
- Winnaar Zweden Open 1998 (met Ma Lin)
- Winnaar Japan Open 1999 (met Ma Lin)
- Winnaar Polen Open 2002 (met Wang Liqin)
- Winnaar Denemarken Open 2002 (met Wang Liqin)
- Verliezend finalist Italië Open 1998
- Verliezend finalist Oostenrijk Open 1999